# العنصر الصفري (رياضيات)
في الرياضيات العنصر الصفري هو تعميم وتجريد للرقم صفر على البنى الجبرية المختلفة. لذا يختلف المعنى باختلاف السياق فيكون 
- المحايد الجمعي.
- العنصر الماص في شبه المجموعة أو شبه الحلقة.
- العنصر الأصغر في الفئات جزئية الترتيب.